# マッギン・クラーク&ヒルマン
マッギン、クラーク&ヒルマン（McGuinn, Clark & Hillman）は、バンド「ザ・バーズ」の元メンバーであるロジャー・マッギン、ジーン・クラーク、クリス・ヒルマンからなるアメリカ合衆国のロックバンドである。

## 概要
クロスビー、スティルス、ナッシュ＆ヤングや、イーグルスをモデルにして、1977年に結成された。アメリカで商業的にも成功を収め、デビュー・アルバムはビルボードトップLP＆テープチャートで39位、シングル「Don't You Write Her Off」はビルボードホット100で33位を記録した。
クラークは、薬物乱用と精神状態の悪化を理由に1979年末にバンドを脱退したため、グループでのアルバム録音には2枚しか参加していない。1980年後半に発表されたサード・アルバムは、マッギン＆ヒルマン単独でクレジットされたが、その後1981年初めにデュオは解散した。

## 背景
1964年に結成されたバーズは、リード・ギタリストのロジャー・マッギン、ベーシストのクリス・ヒルマン、そして主要ソングライターのジーン・クラークが創設メンバーとして参加していた。1965年、ボブ・ディランの「ミスター・タンブリン・マン」をカバーしてアメリカとヨーロッパを中心に成功を収めるなど、フォークロックという音楽ジャンルを開拓したバンドであった。この曲はフォークロック初のスマッシュヒットとなり、バンドにとって商業的に絶大な成功を収める時期の到来を告げた。アルバム『ミスター・タンブリン・マン』と『ターン・ターン・ターン』に続き、ヒットシングル「オール・アイ・リアリー・ウォント」、「ターン・ターン・ターン」（後者は全米チャートで1位を獲得）を発表した。
1966年初頭、クラークはバンド内での孤立感の増大や飛行機恐怖症のため活動継続が困難となり、バーズを脱退した。また作曲者として最も収入が多かったため生じた他のメンバーとの経済的格差も脱退の原因であった。クラークの脱退後、バーズはサイケデリック・ロックとカントリーロックというサブジャンルを開拓したが、彼らの趣向にそぐわない若者の間でかつての人気は衰え始めた 。しかし、多くの批評家からは1960年代後半のロック・アンダーグラウンドの先達とみなされていた。
1960年代後半から1970年代前半にかけて多くの脱退を経験したバーズからは1968年にヒルマンが脱退し、マッギンは唯一の不変のメンバーとして残された。1973年、1965年当時メンバーによるの再結成を経てバンドは解散した。
1973年から1977年にかけて、マッギンは自身のソロ活動を確立し、多くのソロアルバムを発売した他、ディランのローリング・サンダー・レヴューに参加した。バーズを脱退した後フライング・ブリトー・ブラザーズやマナサスのメンバーとして活動していたヒルマンは、再結成したバーズを経てサウザー・ヒルマン・フューレイ・バンドのメンバーとなり、ソロ・アルバム『スリッピン・アウェイ』（1976）『クリア・セイリン』（1977）を発表した。クラークは、1966年以降批評家からは高く評価されたが、商業的には失敗したソロ活動に乗り出した。1973年の再結成後にアルバム『No Other』（1974年）と『Two Sides to Every Story』（1977年）を発表して熱烈な評価を受けたが、売上は低調だった。

## ヨーロッパツアー (1977)
1977年3月、クラーク、ヒルマン、マッギンの3人が揃って出演する21日間のヨーロッパツアーが企画されると、当初3人がステージ上で再会するという可能性がマスコミを賑わせた。一方でツアーの主催者からは、各人が自分のバンドと出演し、他のメンバーとの共演は行わないことが発表された。。実際には、3人は主催者との間で各公演の終了時にステージ上でミニ・バーズ再結成を行うことを条件とする契約書に署名していたが、1公演を除いては無視された。
1977年4月27日のダブリン公演から開始されたツアーには、クラークがKCサザンバンド、ヒルマンがクリス・ヒルマン・バンド、そしてマッギンがサンダーバードのツアー・グループを率いて参加した。ツアーは当初から音響や物流の問題に悩まされた。4月29日のバーミンガム公演は、税関の問題で3人が登場できず、やむ無く中止された。また険悪な関係にあった3人は、楽屋で会話を交わすことは無かった。
4月30日、2回に及ぶロンドン公演の1回目、マッギンとクラーク、ヒルマンは満員の会場でバーズの楽曲「|ロックン・ロール・スター」、「すっきりしたぜ」、「ミスター・タンブリン・マン」、「霧の8マイル」を演奏し、契約通り再結成を実現した。BBCは両公演を録音し、ほぼ1年後の1978年4月8日に番組「イン・コンサート」で1時間分のハイライトを放送した。1997年、2枚組のライブアルバムが「3 Byrds Land in London」としてStrange Fruit Recordsから発売された。
一方で再結成は2回目のロンドン公演では実現せず、続くマンチェスターとリーズ公演も不調に終わった。リーズ公演の翌日、ヒルマンがツアー代理店のクリーム・インターナショナル・アーティストの契約違反を理由に降板した。マッギンとクラークはグラスゴー公演を終えると、ツアーを中断した。
このツアーに対するマスコミの反応は様々で、イギリスのある出版社は見開き2ページで特集記事を掲載した。また他の出版物では、演奏の質や3人が選んだソロ曲について、批判的な評論が行われた。バーズの伝記作家ジョニー・ローガンは、1977年にイギリスに現れたパンクバンドに興味を持つ批評家が多かったため、イギリスの報道では3人に対する両義的な感覚が一般的であったと述べている。

## 結成 (1977–1978)
-ジーン・クラーク、マッギンとの1977年アコースティック・ツアーの根拠を語る
ヨーロッパツアーは舞台裏の問題で結局中止されたが、むしろ3人は再結成に近づいた。帰国後、1977年10月にマッギンとクラークがアコースティック・デュオとして出演するツアーが企画された。このツアーで2人が選んだ曲は各々のソロ作品、ディランのカバー曲、そしてバーズのヒット曲「ロックン・ロール・スター」、「栗毛の雌馬」、「霧の8マイル」であった。
10月から11月に及ぶマッギンとクラークのツアー中、年末までにヒルマンも加えたマッギン、クラーク＆ヒルマン（マッギン曰く、クロスビー、スティルス、ナッシュ＆ヤング、イーグルスを模した編成）と称するバンドの結成が決定された。バーズの伝記作家ジョニー・ローガンは、この決断の背景には、ソロ活動が商業的に成功していない3人が共演することで彼らの市場地位が大きく向上すると考えたからだと推測している。
1977年12月7日、サンフランシスコ公演で元バーズのデヴィッド・クロスビーがマッギンとクラークの出番に加わり、バーズのヒット曲を演奏した。1978年、3人はエリック・クラプトンのスローハンド・ツアーのカナダ公演に前座として出演した。1978年2月2日、3人は再びサンフランシスコでクロスビーと共演する。公演はアルバム「Doin' Alright for Old People」として発売され、その後ブートレグとして流通した。
メディアはクロスビーと3人の共演を報道し、音楽新聞はバーズの完全再結成の可能性を論じたが結局は実現しなかった。バーズの再結成に興味を示さない3人は、公演でバーズの楽曲を演奏していたにもかかわらず、バーズの影響下から離れようとしていた。その後公演活動を続けたマッギン、クラーク＆ヒルマンは6月に日本とニュージーランド、オーストラリアを巡る大規模なツアーに出発した。活発な活動を始めた3人には、かつてバーズが所属していたコロムビア・レコードやアサイラム・レコード、アリスタなど多くのレコード会社からの接触があった。1978年、3人はキャピトル・レコードと6枚のアルバム契約を結び、デビュー作の録音に取り掛かった。

## 活動開始 (1978–1980)
マッギン、クラーク&ヒルマンは、1978年11月プロデューサーに就いたロン・アルバートとハワード・アルバートの兄弟とともにフロリダ州マイアミのクライテリア・スタジオにおいてアルバムの制作を開始した。スティーヴン・スティルスのアルバム『マナサス』のエンジニアであり、クロスビー、スティルス＆ナッシュの1977年のアルバム『CSN』をプロデュースしたアルバート兄弟の起用は、アルバムを現代的で洗練された作風に仕上げるようキャピトルが強く要求したことであった。そのため、バーズの特徴であったマッギンのリッケンバッカー370/12(12弦ギター)によるジングル・ジャングルサウンドから離れ、ディスコの影響を受けた1970年代後半のポップなサウンドに焦点を当てることになった。しかし、作家のジョン・アイナーソンは、セッション・ヴォーカリストのジョンヌ・サンバタロとローズ、チャルマーズ＆ローズの声によって、スタジオでのハーモニーが増強されたことを指摘している（評論家ウィリアム・ルールマンは、バーズの有名なハーモニーは依然として非常に重要であると述べている）。ローガンによれば、録音中に3人の関係は再び悪化した。友人としての共通点を互いに見い出せなくなった3人は、結果的にバンドをビジネスパートナーや便宜上の結婚とみなしていた。
1979年2月にキャピトルから発売されたアルバム『McGuinn, Clark & Hillman』は、ビルボードトップLP＆テープ・チャートで39位まで上昇し、主要メンバーのソロ・アルバムの中で最も高いチャート順位を獲得した。アルバムから採られた最初のシングル｢ドント・ユー・ライト・ハー・オフ｣は1979年3月にビルボード・ホット100で33位を記録した。アルバムからは更にリック・ヴィト作「サレンダー・トゥー・ミー」とクラーク作「バックステージ・パス」という2枚のシングルが発売されたが、どちらもチャートには到達しなかった。
マッギン、クラーク&ヒルマンのアルバムに対する現代の評価は概して否定的である。評論家のニック・ケントはNMEで「退屈の重みにうなされている」と酷評し、元バーズの元メンバー3人を「丘の上」と表現した。後にAllMusicのサイトに掲載されたこのアルバムの評論で、ルールマンは、アルバムの欠点としてマッギンが作曲に関与していないことを挙げ、「魅力的なサウンドだが、中身がない」と結論付けている。No Depression誌のデヴィッド・グリーンバーガー記者は、マッギン、クラーク＆ヒルマンについて「完璧な職人技のアルバム」「時代の産物」と評したが、アルバムのサウンドは「変化する市場の中で存在感を保とうともがく3人のアーティストの結果」だと認めている。
-アルバム『シティ』の録音中にクラークの精神状態が悪化した経緯を説明するヒルマン
アルバムの宣伝のため、大規模な世界ツアーが行われた。このツアーでは日本公演を開催し、東京12チャンネルの「パイオニア・ステレオ音楽館」に出演した。ヨーロッパツアーは、3人が1977年に行ったものよりも明らかな商業的成功を収めた。しかし、体調不良に苛まれるクラークは公演活動から徐々に撤退を余儀なくされる。クラークは当初歯槽膿漏を理由に公演を欠席し始めた。実際には酒とコカインの中毒症状に陥っていたため、演奏自体が困難になっていたのである。クラークの行動に憤慨したヒルマンは、クラークとの活動に限界を感じた。そして1979年末、クラークを欠いたままツアーは終了してしまった。
1979年11月、3人はアルバムの録音のために再びクライテリア・スタジオを訪れたが、クラークの立場は依然安定しなかった。従ってクラークは殆ど演奏に加わらず、自身が作詞した2曲の録音にのみ参加した。
バンドの最後のツアーで始まったマッギン、ヒルマンとクラークの軋轢は、スタジオで激化した。2人への猜疑心と幻滅を感じたクラークは、薬物への依存を更に強めた。スタジオでの奇行を見せ始めたクラークは最終的にはバンドを脱退することになる
クラークを欠いたアルバムの録音作業では、マッギンとヒルマンがアルバート兄弟との対立関係に陥った。華やかで現代的なポップ・ロックを志向していたアルバート兄弟に対し、より生演奏に近いサウンドを求めた2人は音楽面での主導権を求めたため、兄弟の間に緊張感を生じさせたのである。
-アルバム『マッギン／ヒルマン』で自作曲を外部の作家の楽器に置き換えたことを嘆くマッギン
1980年1月に発売されたアルバム『シティ』は、「ロジャー・マッギン＆クリス・ヒルマン フィーチャリング ジーン・クラーク」とクレジットされ、駆け込み発売された。ビルボードアルバムチャートで136位を記録した。アルバムは、殆どの音楽専門誌から否定的な反応受けた。アルバムから「ワン・モア・チャンス」と「シティ」の2枚のシングルが発売されたが、いずれもチャートには届かなかった。「サウンドは、よりロックンロールを反映させたものが多かった。マッギンとヒルマンが望んだリッケンバッカーを中心としたサウンドで、特にタイトル曲は素晴らしい」と述べた評論家のバリー・バラードは、バーズの「霧の8マイル」を彷彿とさせるギターブレイクがあると評した。AllMusicのサイトに寄稿した評論家のブルース・イダーは、このアルバムを「70年代後半のバーズに影響された心地よいロック」と評した。このアルバムを、ローガンは「リッケンバッカーのチャイムを取り入れ、グループのライブサウンドをはるかによく表現したアルバム」と評している。また、ローガンは、10曲中4曲が都市をテーマにした歌詞であったことから、このアルバムのタイトルは適切であると述べている。
デュオになったとはいえ、シティはキャピトルから3枚目のアルバムをリリースするのに十分な成功を収めていた。マッギンとヒルマンを新たに担当したR&Bプロデューサーのジェリー・ウェクスラーとバリー・ベケットは、2人に偶然のヒットを提供することを期待していた。両者の手によって、従来の作品よりも「よりソウルフルでハードエッジ」と評されるサウンドを作り上げられたが、マッギンもヒルマンもその結果に満足していなかった。彼らは、エンターテインメントを題材にしたコンセプト・アルバムのために12曲を作っていたが、ウェクスラーとベケットが3曲を除いて自作曲を却下し、外部の作家の曲を採用したことに落胆した。
1980年9月に発売されたアルバム｢マッギン&ヒルマン｣の批評家からの評判は芳しくなく、また売上も少なかった。ウェクスラーとベケットのプロデュースによるヒット曲を求めるキャピトルの意向とは裏腹に、このアルバムから発売された2枚のシングル（「ターン・ユア・ラジオ・オン」と「キング・フォー・ア・ナイト」）は、マッギン及びヒルマンの作品であったが、いずれもチャート圏外に留まった。批評家は、このアルバムを「疲弊した、刺激のない契約の詰め物のような」サウンドで、「物足りない白鳥の歌」と評している。

## 解散とその後 (1981)
『マッギン&ヒルマン』の発売後、デュオはしばらく公演活動を続け、時にはドラマーのトム・ムーニーやペダルスティール奏者のスニーキー・ピート・クライノー（後者はヒルマンの元バンドメイトでフライング・ブリトー・ブラザーズ出身）と共演することもあった。1981年2月、ニューヨーク公演の舞台裏で、ヒルマンがキャピトルの重役に暴行を加えたためマッギン＆ヒルマンはレーベルから脱退するという災難に遭った。ヒルマンの暴力行為に驚愕したマッギンは、デュオを解消することを決意し、ヒルマンと二度と共演しないことを誓った。
解散後、マッギンは約10年間、ソロ活動を行い、1991年にアルバム『バック・フロム・リオ』を発表した。ヒルマンは自身の音楽的起源であるブルーグラスやカントリーミュージックに回帰し、友人で元バンドメンバーのバーニー・リードン、ジェリー・シェフ、アル・パーキンス、デヴィッド・マンスフィールドとゴスペルやクリスチャンを題材にしたスーパーグループに参加し、彼らとアルバム『ダウン・ホーム・プレイズ』（1983）『エバー・コール・レディ』（1985）を発表した。1985年、自作のカントリーロック曲の発表の場としてデザート・ローズ・バンドを結成し、商業的に大きな成功を収めた。クラークは、薬物依存を克服するためにハワイに移住し、1981年末まで滞在した。1984年、アルバム「ファイアーバード」を発表するが、批評家や大衆からは殆ど注目されなかった。その後、ルーツロックバンドのテキストーンズのカーラ・オルソンと録音した『ソー・レベリオス ・ア・ラバー』（1987年）は、批評家からも好評を博して商業的成功を収めた（クラークのソロ活動で最も売れたアルバムとなった）。
マッギンとヒルマンは絶縁状態にあったが、1989年1月に2人は再びデヴィッド・クロスビーとともにバーズとして一連の再結成公演を行った。また、この3人は1990年8月にバーズの新曲4曲を録音し、アルバム『ザ・バーズ』に収録した。1991年1月16日、バーズがロックの殿堂加入すると、マッギン、ヒルマン、クラークはクロスビーとマイケル・クラークと共に記念式典に参加した。1991年5月24日、クラークは胃潰瘍の出血による心不全のため、46歳で死去した。長きに渡り依存し続けた酒と薬物、そしてたばこも要因であった。2024年現在、マッギンとヒルマンは音楽活動を続けている。

## メンバー
- ロジャー・マッギン – リードギター, リズムギター, ヴォーカル (1977–1981)
- ジーン・クラーク – リズムギター, ヴォーカル (1977–1979)
- クリス・ヒルマン – ベースギター, リズムギター, ヴォーカル (1977–1981)

## ディスコグラフィー
スタジオ・アルバム
- McGuinn, Clark & Hillman (1979) - US #39, AUS #32[56]
- City (1980) - US #136
- McGuinn/Hillman (1980) — Album by Roger McGuinn and Chris Hillman

ライヴ・アルバム
- 3 Byrds Land in London (1997) — Live concert recordings from 1977

コンピレーション
- Return Flight (1992)
- Return Flight II (1993)
- The Capitol Collection (2007)

シングル
- "Don't You Write Her Off"/"Sad Boy" (1979)  - US #33, AC #17; Canada #52;[57] AUS #61[56]
- "Surrender to Me"/"Little Mama" (1979)
- "Backstage Pass"/"Bye Bye Baby" (1979)
- "One More Chance"/"Street Talk" (1980)
- "City"/"Deeper In" (1980)
- "Turn Your Radio On"/"Making Movies" (1980)
- "King for a Night"/"Love Me Tonight" (1981)